# Josep Pané i Mercè
Josep Pané i Mercè   (Guissona, 10 de maig de 1908 - Guissona, febrer 1981) va ser un genetista i enginyer agrícola català, especialitzat en l'experimentació de noves variants de llavors de cereals per cultivar. Va desenvolupar el seu ofici principalment a Ponent.
Va néixer a Guissona (Segarra) el 10 de maig de 1908. Va cursar els estudis d'Enginyer Agrícola a l'Escola Superior d'Agricultura de Barcelona, on va graduar-se l'any 1928. Gràcies a la seua tasca investigadora en la millora genètica dels cereals, va esdevenir un dels enginyers agrícoles més importants de la primera meitat del segle XX arreu d'Espanya.
Va ser un destacat genetista vegetal que va obtenir nombroses varietats de blat, ordi, civada, alfals i ametller. El blat fariner Pané 247 és una varietat de gran adaptabilitat a condicions climàtiques adverses i de gran capacitat d'afillament i de creixement primaveral que va aconseguir una gran popularitat pel seu rendiment en els secans i regadius de Castella i de la vall de l'Ebre, on encara ara és una de les varietats més conreades. La varietat Pané 2 va ser molt preuada per la seva adaptació als secans àrids. Destacat dirigent del Sindicat Agrícola de Guissona, on va realitzar les seves investigacions, fou Premi Nacional d'Investigació Agrària el 1956 i va rebre la Gran Creu al Mèrit Agrícola el 1975.
Va morir a Guissona l'any 1981.
Era germà del fotoperiodista Antoni Pané i Mercè (1916 - Barcelona, 28 de gener de 1999).

## L'etapa al Sindicat Agrícola de Guissona i sa Comarca
L'any 1931, en Josep Pané i Mercè va ser l'impulsor i el primer director de la Secció tècnica del Sindicat Agrícola de Guissona i sa Comarca, càrrec que va exercir fins almenys l'any 1935.
Fa poc més de mig any que el Sindicat començà a instal·lar aquesta nova secció, mig any estudiant les condicions i les necessitats d'aquesta comarca purament agrícola. Aquest lapse de temps, que segons per què podria semblar llarg, en agricultura es curtíssim, sabut com és que en l'art de pagès no es pot córrer davant el temps, sinó acompanyar-lo sempre.
En el sentit d'experimentació s'ha fet molt, s'han recollit dades l'aplicació de les quals ens ha estat palesada en els excel·lents resultats obtinguts, d'altres la utilitat de les quals no havem sabut veure encara, i fins n'hi ha hagudes que en emprar-les han portat efectes perniciosos.
Necessàriament havem de convenir en què el conrear les terres i obtenir-ne grans rendiments no és un treball senzill. Necessitem fixar-nos, sens deixar detall per insignificant que ens sembli, en els procediments emprats, com també amb tota escrupolositat en les circumstàncies que han acompanyat el període vegetatiu i els rendiments obtinguts. Si a més procurem introduir els avenços moderns, que ja sabem que han donat bons resultats en condicions climatològiques i en terres de constitució física, química i biològica com les nostres, tindrem molt de guanyat per a obtenir l'èxit pretès.

La terra és el nostre taller de treball, un taller sense coberta, que per aquesta exposició a la intempèrie no ens dona una seguretat de collita.
Dins de la Secció tècnica del Sindicat Agrari de Guissona, en Josep Pané no només va realitzar els seus assaigs en el camp d'experimentació del Sindicat, sinó que era partidari que fossin els propis pagesos qui experimentessin les diverses varietats de blat, ordi i civada més productives en els seus terrenys amb la supervisió dels serveis tècnics del Sindicat. D'aquesta manera, l'any 1934, més de 400 pagesos de 80 pobles de la Segarra i comarques veïnes van provar amb diverses varietats de blat que havia distribuït el Sindicat Agrari de Guissona.
Els resultats del primer any eren molt superiors als que es podien aconseguir amb la xeixa blanca, la varietat de blat tradicional més productiva i conreada en aquells moments, tant en quantitat de blat com de farina. Mentre que amb la varietat tradicional només s'arribava a obtenir uns 1.600 kg/ha, amb les noves se superava els 2.300 kg/ha i un rendiment al voltant o superior dels 14'6 kg de blat per un kg de llavor sembrat. D'aquesta manera, la producció de blat de la Segarra i poblacions veïnes va passar de poc més d'una tona l'any 1932 a més de 3.100 tones l'any 1934.
La important activitat que el Sindicat Agrícola de Guissona va desenvolupar en el camp de l'experimentació, va portar a demanar l'any 1935 l'ampliació de les seves instal·lacions on realitzaven les experimentacions, contràriament al que succeïa en molts indrets del país on desapareixien els camps d'experimentació, finançats amb diners públics. I l'augment de la superfície del camp d'experimentació també va suposar una millora de les seves instal·lacions.

Onze anys després de les primeres proves, durant l'any agrícola 1944-1945, les hibridacions elaborades pel Sindicat Agrícola de Guissona l'any 1934 van ser difoses i sembrades a gran escala, i van rebre el nom de "blat Pané", ja que van ser elaborades per en Josep Pané.
Sobre las mayores dificultades con que debieron enfrentarse las innovaciones biológicas en el sector triguero español, finalmente, también resultan de interés algunas observaciones sobre las nuevas variedades de trigo que se utilizaban en los años cincuenta. Con respecto a las nuevas variedades Pané, que llegaron a tener una cierta presencia en algunas zonas de Cataluña, si bien se destacaba su resistencia al encamado y a la sequía y sus rendimientos en grano, también se destacaba su reducida o mala calidad harinera y su escaso interés, por tanto, en muchos casos.

Les innovacions de la Secció tècnica del Sindicat Agrícola de Guissona i sa Comarca van sumar-se a les del Camp d'Experimentació Cerealista de Cervera de la Generalitat de Catalunya, amb els tècnics agrícoles dels quals col·laboraven estretament, i d'aquesta manera la Segarra va esdevenir una de les comarques capdavanteres en l'enginyeria cerealícola de Catalunya durant la Segona República.
Formant categoria a part, existeixen altres experimentadors que pel seu caire especial bé mereixen d'ésser exposats a l'admiració dels nostres agricultors, no sols per la tasca eficient que realitzen, sinó per l'exemplaritat de l'actuació llur. En el pròleg d'aquest treball indicàvem que la psicologia del nostre poble el porta a ésser lent a llançar-se a empreses que malgrat ésser fecundes en promeses no siguin adés reditores. En canvi, deixàvem entreveure que aquesta idiosincràsia fa que un cop obert el camí i albirades les seves possibilitats en forma tangible, tothom s'hi aboqui amb el major delit. Cabalment és el que ha succeït amb la Genètica cerealícola, la qual cosa, no obstant i haver esdevingut tardanament, serà amb el temps font de magnífiques col·laboracions en la consecució del fi que ens proposem. Així cal esperar-ho d'aquelles persones intel·ligents i de tarannà estudiós que degudament orientades, estan ja produint feina positiva no sols en I'assaig de les noves races, sinó en la selecció i àdhuc en la hibridació de les autòctones, com és, entre d'altres, el cas lloable de Josep M. Cunill, de Terrassa, Josep Pané i Mercé, Director tècnic del Sindicat Agrícola de Guissona i sa Comarca, i Josep Goberna i Canela, de Santa Coloma de Queralt.

### Publicacions científiques d'aquesta etapa
Un extracte de l'estudi practicat sobre l'estat actual de l'agricultura a la comarca de Guissona
Experiències sobre varietats de cereals. Any agrícola 1932-1933
Vers el millorament de la nostra cerealicultura. Any agrícola 1933-1934
Blats selectes. Any agrícola 1934-1935

## L'etapa als Serveis Tècnics d'Agricultura de la Diputació Provincial de Lleida
L'any 1941 es van fundar els Serveis Tècnics d'Agricultura de la Diputació de Lleida, dels quals en Josep Pané va ser-ne el primer director, i allí va impulsar l'inici de les publicacions de divulgació agrícola de la institució, els Concursos-exposicions de producció de fruita, les Festes de l'Agricultura, les Granges Experimentals Agrícoles, nous camps d'experimentació, l'Escola Pràctica d'Agricultura, etc.
En Josep Pané va exercir el càrrec de director dels Serveis Tècnics d'Agricultura de la Diputació de Lleida almenys fins a l'any 1968.

### Publicacions científiques d'aquesta etapa
Producciones agrícolas de la provincia de Lérida. Cereales
Un buen barbecho
El primer folleto de divulgación agrícola que publican los Servicios Técnicos de Agricultura de la Diputación de Lérida es debido a la pluma de su infatigable Director, don José Pané Mercé, porticado por el Excmo. Sr. Gobernador Civil de la Provincia, don Juan Antonio Cremades Royo.
Pulcramente impreso, con abundante ilustración gráfica, el agricultor encontrará en sus 18 páginas las razones que abonan esta práctica de cultivo muy antigua y que siempre ha sido conveniente practicarla bien, como dice Pané en su conclusión.
Este primer folleto, que sea promesa de futuras aportaciones de divulgación agrícola, a cual más interesante y lograda.
Primer Concurso-exposición para la mejora de la producción frutal y fiesta de la agricultura, del 12 al 15 d'octubre de 1941
La Diputación Provincial de Lérida creó el año 1941 los Servicios Técnicos de Agricultura, puso en funcionamiento dos Granjas Experimentales Agrícolas y varios campos de experimentación, adquirió reproductores selectos, atendió a la selección de cereales y patatas y ultimó el anteproyecto de una Escuela Práctica de Agricultura, entre otras muchas actividades de orden agrícola y cultural que revelan los desvelos de la Corporación Provincial.
Considerando el valor que en la agricultura ilerdense representa la fruticultura, abrió también un Concurso-exposición de frutos que se celebró con pleno éxito del 12 al 15 d'octubre del año 1941.

Su origen, programa, bases del concurso; importancia de la producción frutal en Lérida; sus deficiencias; el concurso-exposición y posibilidad de la fiesta de la Agricultura, una interviu con el Ilustrísimo Sr. Presidente de la Excma. Diputación Provincial, don José Mª de Porcieles; el fallo y veredicto del concurso, la explicación del fallo y el resultado del concurso, hete aquí el índice de este folleto de 40 páginas que nos da idea de la ambición tan plausible, de la Corporación Provincial de Lérida, secundada por sus técnicos agrícolas, encaminada al progreso de esta rama de la economía patria.
Modificación de carácteres de los trigos (ensayos realizados en la provincia de Lérida y resultados obtenidos)
Genética vegetal modificacion de caracteres de los trigos (ensayos realizados en la Provincia de Lerida y resultados obtenidos)
El trigo «Pané 247», de secano extremado, es una preciosa fuente de proteínas
Cultivo de cereales asociados. Aptitud de conveniencia
La Genética aplicada a la mejora de nuestra principal forrajera la alfalfa
El Plástico en el cultivo de melones
Nuevas variedades de trigo
Cultivo extensivo de fresales

## Homenatges i reconeixements
L'any 1956 li va ser atorgat el Premi Nacional d'Investigació Agrària.
El 12 d'octubre de 1958, l'Ajuntament de Guissona li va retre un homenatge concedint-li la medalla de plata de la vila pels seus destacats mèrits i va penjar una placa commemorativa a la façana del Sindicat de Guissona.
El 14 de maig de 1975, el Ministeri d'Agricultura va concedir-li la Gran Cruz de la Orden Civil del Mérito Agrícola.

### Obres dedicades per homenatjar-lo
Escola d'estiu 1983: "Jaume Miret" i "Josep Pané i Mercè" de Lleida, 4-15 juliol

### Municipis amb un carrer o plaça al seu nom
- Bell-lloc d'Urgell (Pla d'Urgell)[33]
- Bellvís (Pla d'Urgell)[33][34]
- Mollerussa (Pla d'Urgell)[33]
- Tarroja de Segarra (Segarra)[33]

## Llista de referències
1. ↑  Rebolledo, Francesc. Personatges i història de Mollerussa a través dels seus carrers.  Mollerussa: Ajuntament de Mollerussa, 1996, p. 21.
2. 1 2  Casanovas Prat, Josep «L’ensenyament agrícola a Catalunya (1912-1939)». Recerques: història, economia, cultura, núm. 37, 1998, pàg. 105.
3. ↑   Anuari de I'Associació Professional d'Antics Alumnes de I'Escola Superior d'Agricultura de Barcelona. Any 1935.  Barcelona: Associació Professional d'Antics Alumnes de I'Escola Superior d'Agricultura de Barcelona, 1935.
4. ↑  Maroto Borrego, José Vicente. Historia de la agronomía. Una visión de la evolución historica de las ciencias y técnicas agrarias (en castellà). 2a edició.  Madrid: Ediciones Mundi-Prensa, 2014, p. 376.
5. ↑  Pujol Andreu, Josep «Las innovaciones biológicas en la agricultura española antes de 1936: el caso del trigo» (en castellà). Agricultura y Sociedad, núm. 86, maig-agost 1998.
6. 1 2  Michelena Bárcenas, Antonio «Pané Mercé, Antoni». Diccionari biogràfic de les terres de Lleida. Política, economia, cultura i societat. Segle XX. Alfazeta Edicions [Lleida], 2010, pàg. 287.
7. ↑   «L’univers de la informació digital». Capçalera. Col·legi de Periodistes de Catalunya, núm. 100, abril-maig 2000, pàg. 59.
8. ↑  Masó, Sara; Teijeiro, Carme «Dia a dia». Capçalera, març-abril 1999, pàg. 48.
9. 1 2 3  Soler Coll, Josep M. «El Servei de Terra Campa i la Cerealicultura catalana: tasca cerealícola del Servei de Terra Campa de la Generalitat de Catalunya». Arxius de l'Escola Superior d'Agricultura, vol. 1, 1935, pàg. 353, 377.
10. 1 2  Pané Mercè, Josep «Un extracte de l'estudi practicat sobre l'estat actual de l'agricultura a la comarca de Guissona». Agricultura i Ramaderia. Llibreria Catalonia [Barcelona], any XV, núm. 11, 15-11-1931, pàg. 226-230.
11. 1 2  Barrull Pelegrí, Jaume «Historiografia cerverina (1975-2000): l'època contemporània». Miscel·lània cerverina, núm. 14, 2001, pàg. 253.
12. 1 2 3 4 5  Ramon Muñoz, Josep M. «L'experimentació agrícola a la Segarra durant el primer terç del segle xx. Una contribució a la modernització de l'agricultura catalana». Miscel·lània cerverina, núm. 11, 1998, pàg. 98-101.
13. ↑  Pujol Andreu, Josep «Agricultura y crecimiento económico: las innovaciones biológicas en la cerealicultura europea, 1820-1940» (en castellà). Revista de Historia Industrial. Universitat de Barcelona, núm. 21, 2002, pàg. 80.
14. ↑  Pané Mercè, Josep. Experiències sobre varietats de cereals. Any agrícola 1932-1933.  Guissona: Sindicat Agrícola de Guissona i sa Comarca, 1933.
15. ↑  Pané Mercè, Josep. Vers el millorament de la nostra cerealicultura. Any agrícola 1933-1934.  Guissona: Sindicat Agrícola de Guissona i sa Comarca, 1934.
16. ↑  Pané Mercè, Josep. Blats selectes. Any agrícola 1934-1935.  Guissona: Sindicat Agrícola de Guissona i sa Comarca, 1935.
17. 1 2 3  R. I., R. «Bibliografia». Anales de la Escuela de Peritos Agrícolas y Superior de Agricultura y de los Servicios Técnicos de Agricultura, vol. 2, núm. 2, 1942, pàg. 179-180.
18. ↑   Inventari del fons Ramon Arquer i Costajussà.  Sabadell: Fundació Bosch i Cardellach.
19. ↑  Pané Mercè, Josep. Producciones agrícolas de la provincia de Lérida. Cereales (en castellà).  Lleida: Cámara Oficial Agrícola de Lérida, 1941.
20. ↑  Pané Mercè, Josep. Un buen barbecho (en castellà).  Lleida: Servicios Técnicos de Agricultura de la Diputación Provincial de Lérida, 1941.
21. ↑  Pané Mercè, Josep. Primer Concurso-exposición para la mejora de la producción frutal y fiesta de la agricultura, del 12 al 15 d'octubre de 1941 (en castellà).  Lleida: Imprenta Provincial, 1941.
22. ↑  Pané Mercè, Josep «Modificación de carácteres de los trigos (ensayos realizados en la provincia de Lérida y resultados obtenidos)». Ilerda, any 1, núm. 1, fasc. II, octubre-desembre 1943, pàg. 432-440.
23. ↑  Pané Mercè, Josep. Genética vegetal: modificacion de caracteres de los trigos (ensayos realizados en la Provincia de Lerida y resultados obtenidos) (en castellà).  Lleida: Instituto de Estudios Ilerdenses (Consejo Superior de Investigaciones Científicas) i Patronato de Estudios Locales "José Mª Quadrado" (Diputación Provincial de Lérida), 1944.
24. ↑  Pané Mercè, Josep «El trigo «Pané 247», de secano extremado, es una preciosa fuente de proteínas». Agricultura: revista agropecuaria. Índice de materias y de autores correspondiente al año 1958 (Décimo suplemento al Índice General de materias 1929-48). Editorial Agrícola Española [Madrid], 1958, pàg. 560-588. Arxivat de l'original el 2023-04-08 [Consulta: 4 agost 2022].
25. ↑  Pané Mercè, Josep. Cultivo de cereales asociados. Aptitud de conveniencia (en castellà).  Lleida: Servicios Técnicos de Agricultura de la Diputación Provincial de Lérida, 1960.
26. ↑  Pané Mercè, Josep. La Genética aplicada a la mejora de nuestra principal forrajera la alfalfa (en castellà).  Lleida: Servicios Tecnicos de Agricultura de la Diputación Provincial de Lérida, 1960.
27. ↑  Pané Mercè, Josep. El Plástico en el cultivo de melones (en castellà).  Lleida: Servicios Técnicos de Agricultura de la Diputación Provincial de Lérida, 1961.
28. ↑  Pané Mercè, Josep. Nuevas variedades de trigo (en castellà).  Lleida: Diputación Provincial de Lérida, 1964.
29. ↑  Pané Mercè, Josep. Cultivo extensivo de fresales (en castellà).  Lleida: Diputació de Lleida, 1970.
30. ↑  «Avui fa 60 anys que la vila de Guissona va retre homenatge al genetista Josep Pané Mercè». Facebook.   Museu de Guissona, 12-10-2018. [Consulta: 3 agost 2022].
31. ↑   «Decreto 1052/1975, de 14 de maig, por el que se concede la Gran Cruz de la Orden Civil del Mérito Agrícola a don José Alonso Tejada, don Julio Asiain Gurucharri, don Antonio Bernad Bernad, don Luis Alfonso Font Núñez, don Antonio González de Sáez, don Antonio Martín Caloto, don Carlos Montolíu y Carrasco, don José Pane Merce, don José Joaquín Sancho Dronda y don Jesús Urzaiz Salicio.». Boletín Oficial del Estado, núm. 116, 15-05-1975.
32. ↑   Escola d'estiu 1983: "Jaume Miret" i "Josep Pané i Mercè" de Lleida, 4-15 juliol.  Barcelona: Generalitat de Catalunya, 1983.
33. 1 2 3 4  «ICGC - Vissir3».   Institut Cartogràfic i Geològic de Catalunya. [Consulta: 3 agost 2022].
34. ↑  Coll, Josep M. «Canvis de nom de carrers i places de carrers a Bellvís». Espais de Memòria. Memorial democràtic.   Universitat de Lleida. Servei d'Història, Documentació i Patrimoni. Departament d'Història. [Consulta: 3 agost 2022].